# Lộc Khánh
Lộc Khánh là một xã thuộc huyện Lộc Ninh, tỉnh Bình Phước, Việt Nam.
Xã Lộc Khánh có diện tích 36,3 km², dân số năm 2005 là 6.007 người, mật độ dân số đạt 165 người/km².